# Fédération suédoise de football
La Fédération suédoise de football (Svenska Fotbollförbundet SvFF) est une association regroupant les clubs de football de Suède et organisant les compétitions nationales et les matchs internationaux de la sélection de Suède.
La fédération nationale de Suède est fondée en 1904. Elle est membre fondatrice de la FIFA en 1904 et est membre de l'UEFA depuis sa création en 1954.
Le président depuis le 25 mars 2023 est Fredrik Reinfeldt. En 2005, plus de 3 000 clubs étaient membres de la Fédération suédoise de football. Ils comptaient au total environ un million de membres, dont quelque 500 000 joueurs actifs. Ensemble, ils représentaient près d'un tiers des activités du mouvement sportif suédois dans son ensemble. En novembre de chaque année, depuis 1995, la Fédération suédoise de football organise le Gala du football, qui récompense le meilleur joueur (Guldbollen) et la meilleure joueuse (Diamantbollen) de l'année. La Fédération suédoise de football gère l'équipe nationale masculine de football, l'équipe nationale féminine de football, d'autres équipes nationales de football et les ligues Allsvenskan et Superettan.
À partir de 1999, la Fédération suédoise de football a été l'unique propriétaire du stade national de football Råsunda fotbollstadion dans la municipalité de Solna,, qui a été démoli en 2013 après avoir été remplacé par Friends Arena (aujourd'hui Strawberry Arena).

## Histoire

Ancien logo.

Le premier match de football en Suède, entre deux équipes suédoises, selon les règles de l'association, a été joué le 22 mai 1892 à Heden, à Göteborg, entre Örgryte IS et Idrottssällskapet Lyckans Soldater. En 1895, la Fédération suédoise d'athlétisme, ouverte à tous les sports, a été fondée. D'autres associations sportives ont également été créées, comme Idrottsföreningen Kamraterna. La Fédération suédoise de football a été fondée en 1892 avec Clarence von Rosen comme président. L'Union suédoise de football est une autre association.
Bien que le premier championnat suédois de football ait eu lieu en 1896, ce n'est qu'en 1904 qu'un précurseur de l'association suédoise de football a été créé, le 18 décembre à Stockholm, Riksidrottsförbundet tillsatte då en "sektionsstyrelse för fotboll och hockey". Det var sedan ur denna som Svenska Fotbollförbundet senare växte fram. La Confédération suédoise des sports a alors nommé un « conseil de section pour le football et le hockey ». C'est de là qu'est née plus tard la Fédération suédoise de football. Le terme « hockey » ne faisait pas référence au hockey sur glace ou au hockey sur gazon, mais à un terme parallèle désignant le bandy jusqu'en 1910 environ.
La Suède, représentée par la Fédération suédoise de football, est l'une des sept nations qui ont créé la Fédération internationale de football association (FIFA) à Paris le 21 mai 1904. En 1906, le nom « Swedish Football Association » est officiellement adopté. Le 12 juillet 1908, la Suède a joué son premier match international en s'imposant 11-3 contre la Norvège à Göteborg.
Le hockey sur glace a été introduit en Suède en 1920 et a été administré par l'Association suédoise de football jusqu'à la création de l'Association suédoise de hockey sur glace en 1922. Le bandy a été dérivé lorsque l'Association suédoise de bandy a été créée en 1925.